# Municipio de Frenchtown (Nebraska)
El municipio de Frenchtown (en inglés: Frenchtown Township) es un municipio ubicado en el condado de Antelope en el estado estadounidense de Nebraska. En el año 2010 tenía una población de 159 habitantes y una densidad poblacional de 1,72 personas por km².

## Geografía
El municipio de Frenchtown se encuentra ubicado en las coordenadas 42°13′35″N 98°14′00″O / 42.22639, -98.23333. Según la Oficina del Censo de los Estados Unidos, el municipio tiene una superficie total de 92.61 km², de la cual 92,15 km² corresponden a tierra firme y (0,5 %) 0,46 km² es agua.

## Demografía
Según el censo de 2010, había 159 personas residiendo en el municipio de Frenchtown. La densidad de población era de 1,72 hab./km². De los 159 habitantes, el municipio de Frenchtown estaba compuesto por el 98,74 % blancos, el 0,63 % eran afroamericanos y el 0,63 % eran de una mezcla de razas. Del total de la población el 0,63 % eran hispanos o latinos de cualquier raza.